# Pietro Bono
Pietro Bono (Ferrara, ... – ...; fl. XIV secolo) è stato un medico e alchimista italiano del XIV secolo.
È l'autore, nel 1330, di un trattato alchemico e mistico, la Pretiosa margarita novella («La nuova perla preziosa»), che avrà un'influenza rilevante in tutto il Rinascimento.

## LaPretiosa margarita novella
Ne esiste un manoscritto del secolo XV.
Fu stampata per la prima volta a Venezia nel 1546 da Giano Lacinio (Janus Lacinius), un frate calabrese originario di Cirò, che vi aveva aggiunto alcuni commenti oltre a degli estratti di altri importanti autori alchemici (Lullo, Rhazes, Alberto Magno, Michele Scoto, Arnaldo da Villanova). Questa raccolta venne successivamente ristampata a Norimberga nel 1554 presso Gabriel Hain, genero di Johann Petreius. Una nuova edizione curata dal paracelsiano Michael Toxites (1515-1581) andò infine alle stampe a Basilea, curata da Pietro Perna, nel 1572, col titolo di Introductio In Divinam Chemicae Artem, integra magistri Boni Lombardi Ferrariensis physici.
Essa si trova contenuta all'interno delle grandi antologie alchemiche del Theatrum Chemicum (edizione del 1622), e della Bibliotheca chemica curiosa (1702).
Si tratta di un'opera essenzialmente teorica (l'autore confessa d'altronde di avere una scarsa esperienza di laboratorio), che mira a «fondare l'alchimia su delle basi autenticamente filosofiche e di integrarla, come scienza a sé stante, nell'insieme della conoscenza scientifica medievale». Contrariamente ad altri testi della stessa epoca, come la Summa Perfectionis dello Pseudo-Geber o il Testamentum dello pseudo-Lullo che promuovevano una visione naturale e razionalista dell'alchima, per Pietro Bono l'alchimia è un'arte «in parte naturale, e in parte divina o sovrannaturale».
La Pretiosa margarita novella è un manuale pratico di alchimia, anzi potremmo dire di divulgazione dell'arte alchimistica; il che non toglie che l'opera risulti lunga e prolissa - più della maggior parte degli altri trattati alchimistici - e mostri la tendenza a dare una formulazione e un andamento tipicamente "scolastici" alla trattazione della materia, rivelando la mentalità professorale del suo autore. Questi d'altro canto non perde occasione per insistere sulla natura veramente "mistica" dell'opera alchimistica; così come è sempre propenso ad inserire nel suo discorso concetti e termini di natura schiettamente filosofica, anzi a cercare una giustificazione della sua arte nei canoni della "fisica" e della filosofia aristotelica della natura. Proprio per questo discute minutamente gli argomenti contro l'alchimia contenuti nel testo allora corrente del quarto libro delle Meteore, sostenendo che essi non rispecchiano il genuino pensiero di Aristotele, il quale sarebbe invece perfettamente espresso nel Secretum Secretorum. Egli sa, e lo dichiara, che la paternità aristotelica di quest'opera è stata posta in serio dubbio, ma ritiene che la testimonianza di Haly sia argomento sufficiente per attribuire senz'altro il Secretum allo Stagirita. Anzi la sua fede nella piena conciliabilità tra la pratica alchimistica e la filosofia aristotelica è tale da indurlo a confortare le proprie dottrine con citazioni della Metaphysica, dell'Organon, del De anima e della Historia animalium.
Il rapporto dell'alchimia con la filosofia naturale è simile a quello che connette la medicina alla stessa naturalis philosophia: come il medico mira con la sua arte a preservare la salute, curare le malattie e ristabilire l'equilibrio naturale, così anche l'alchimista ha come scopo la cura e il perfezionamento dei "metalli vili"; egli vuole trasformare in oro quei metalli imperfetti che non hanno ancora raggiunto il loro ultimo stadio di perfezione.
Il Bono ritiene del tutto indiscutibile il principio della relativa "imperfezione" dei "metalli vili" e questi sono però naturalmente "ordinati" a diventare oro, e costituiscono insomma i gradi "medii" di una "scala" che ha come estremi, da un lato, l'argento vivo e lo zolfo, dall'altro, l'oro e l'argento. Perciò l'alchimista potrà operare facilmente su di loro, giacché sono in uno stadio avanzato lungo la via che li porterà a diventare oro.
Quanto al carattere particolare che distingue l'alchimia da tutte le altre arti e scienze, il Bono non ha difficoltà ad ammettere che essa si fonda più su di un'ispirazione di carattere divino ed iniziatico che sulla rigorosa argomentazione scientifica. Confessa che è impossibile addurre ragioni sufficienti per spiegare la "pietra filosofale" e che l'operazione alchemica esige, soprattutto, una fede profonda. Proprio perché mancavano di questa fede, gli antichi alchimisti fallirono nei loro propositi e non, raggiunsero quel segreto divino, trascendente la natura e l'esperienza, nel quale consiste tutta la potenza e superiorità dell'arte.
L'aspetto più interessante della Pretiosa margarita novella è costituito dai frequenti e vasti riferimenti ai testi e agli autori classici della tradizione alchimistica, come Geber, Morienus, Senior, il Lilium, Haly, Rhazes, le cosiddette Scoliaee Stellicae miticamente attribuite a Platone, Alphidius, ecc. Non si citano invece esplicitamente gli autori latini, che sono però indicati in modo generico come i "moderni" e contrapposti agli "antiqui". Tuttavia il Thorndike segnala l'utilizzazione della versione-esposizione del De mineralibus attribuita ad Aristotele, opera di Alberto Magno. Non mancano inoltre citazioni di opere di medicina (Galeno e Avicenna) e di astrologia (Abū Ma`shar).
Come gran parte dei trattati di alchimia del tempo, la Pretiosa margarita novella dedica solo una parte, del resto abbastanza sviluppata e ricca di notizie interessanti anche per la storia della tecnologia trecentesca, allo studio delle operazioni effettive necessarie per la pratica alchimistica. In questo il trattato non si allontana da quegli insegnamenti comuni e divulgati (operare solo sui metalli e non sugli altri minerali, considerare l'argento vivo come la causa materiale della pietra filosofale e lo zolfo come l'"agente", ecc.) che s'incontrano nei vari scritti attribuiti ad Alberto Magno, Ruggero Bacone e Arnaldo di Villanova. Si distingue però per la notevole semplicità dei procedimenti proposti e per la sua natura di manuale pratico, scritto per un pubblico di "fisici" e professori scolastici.